# Ковачево (област Благоевград)
Вижте пояснителната страница за други значения на Ковачево.
Кова̀чево е село в Югозападна България. То се намира в община Сандански, област Благоевград.

## География
Село Ковачево се намира в планински район.

## История
При Ковачево са открити останки на селище от ранния неолит.
Църквата „Успение Богородично“ е от XIV век, възстановена в XVII – XVIII век, параклисът „Свети Димитър“ е от XVII век, възстановен в XIX век, а църквата „Свети Атанасий“ е строена в края на XVIII – началото на XIX век.
В „Етнография на вилаетите Адрианопол, Монастир и Салоника“, издадена в Константинопол в 1878 година и отразяваща статистиката на населението от 1873 година, Ковачево (Kovatchévo) е посочено като село със 100 домакинства и 330 жители българи.
В 1891 година Георги Стрезов пише за селото:
| „ | Ковачево, село на Ю от Спанчево около 1 час; при полите на Пирин. Главното занятие земеделие и лозарство. В църквата четат по гръцки. Броят на къщите е 80 само българе. | “ |

## Население

### Етнически състав
Преброяване на населението през 2011 г.
Численост и дял на етническите групи според преброяването на населението през 2011 г.:
|                     | Численост |
| Общо                | 18        |
| Българи             | 18        |
| Турци               | -         |
| Цигани              | -         |
| Други               | -         |
| Не се самоопределят | -         |
| Неотговорили        | -         |

## Личности
Родени в Ковачево
- Георги Боковала (1820 – 1878), български хайдутин, войвода от Кресненско-Разложкото въстание